# Борго Соулијер (Торино)
Борго Соулијер је насеље у Италији у округу Торино, региону Пијемонт.
Према процени из 2011. у насељу је живело 338 становника. Насеље се налази на надморској висини од 529 м.